# Буркијето (Ливорно)
Буркијето је насеље у Италији у округу Ливорно, региону Тоскана.
Према процени из 2011. у насељу је живело 30 становника. Насеље се налази на надморској висини од 154 м.